# Docidocercus fasciatus
Docidocercus fasciatus är en insektsart som beskrevs av Max Beier 1960. Docidocercus fasciatus ingår i släktet Docidocercus och familjen vårtbitare. Inga underarter finns listade i Catalogue of Life.